# إكوين

إكوين هي بلدية تقع شمال العاصمة باريس، فرنسا.